# Antoni Claperós

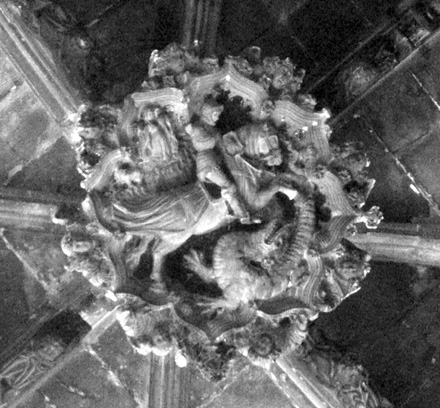
Clave de bóveda del claustro de la catedral de Barcelona.

Antoni Claperós fue un escultor catalán del siglo XV.
De su vida no se tienen detalles, sólo de su larga participación en las obras de la catedral de Barcelona, desde el año 1414 hasta 1454. Como maestro de obras se le cita trabajando en la base del cimborrio en el año 1422 junto con Llorenç Reixac.
Colaboró también en el claustro, donde cobrada 121 sueldos, una cantidad superior a otros escultores

”… per la smagineria dels capitels dels pilars de la volta del lavador qui es devant lo portal.. ”

o sea, por las imágenes de los capiteles del surtidor del claustro y también de la elaboración de una clave de bóveda, para una de sus galerías, representando el Descendimiento. La obra más importante fue el templete del surtidor con la bóveda. En los libros de la obra de la catedral, se relata que trabajó junto a su hijo Joan Claperós en la imaginería de la clave de bóveda del surtidor, entre los años 1448 y 1449. Ésta representa a San Jorge luchando contra el dragón y está sostenida por cabezas de ángeles.
También ejecutó esculturas en tierra cocida, como una cruz de término, encargo del año 1454, para Barcelona, y una escultura de Santa Eulalia que se guarda en el Museo de la Catedral de Barcelona.
El cabildo de la catedral de Gerona, le encargó en 1458 las doce imágenes para la puerta de los Apóstoles. En el año 1936, durante la guerra civil española, fueron destruidas. Solo quedan fotografías de esta obra.